# Ugrjumowo (Kaliningrad)
Ugrjumowo (russisch Угрюмово, deutsch Matheningken, 1938–1945 Mattenau, litauisch Matininkai) ist ein Ort in der russischen Oblast Kaliningrad. Er gehört zur kommunalen Selbstverwaltungseinheit Stadtkreis Tschernjachowsk im Rajon Tschernjachowsk.
Formal gehört zu Ugrjumowo auch das ehemalige Eszeratschen/Eschenhang, russisch zunächst Losowoje, das allerdings verlassen ist.

## Geographische Lage
Ugrjumowo liegt 14 Kilometer südwestlich der Stadt Tschernjachowsk (Insterburg) am Ostufer der Auxinne (1938–1945: Goldfließ, heute russisch: Golubaja). Eine Nebenstraße von Podgornoje (Wiepeningken/Staatshausen) an der Föderalstraße A229 über Selenzowo (Obehlischken/Schulzenhof) und Penki (Skungirren/Scheunenort) führt durch den Ort bis nach Swoboda (Jänischken/Jänichen) an der Regionalstraße 27A-037 (ex A197).
Als in den Jahren 1871 bis 1873 der Teilabschnitt Insterburg–Gerdauen der Bahnstrecke Toruń–Tschernjachowsk gebaut wurde, erhielt Matheningken eine Bahnstation, die nach 1945 „Ugrjumowo-Nowoje“ hieß, seit 2009 aber wie die Bahnstrecke nicht mehr in Betrieb ist.

## Geschichte

### Matheninken (Mattenau)
Das Dorf Matheninken fand im Jahre 1622 seine erste urkundliche Erwähnung. Im Jahre 1874 wurde die Landgemeinde Matheningken in den neu errichteten Amtsbezirk Jänischken (ab 1938 „Amtsbezirk Jänichen“) eingegliedert, der bis 1945 zum Kreis Insterburg im Regierungsbezirk Gumbinnen der preußischen Provinz Ostpreußen gehörte.
Im Jahre 1910 lebten hier 289 Einwohner. Ihre Zahl betrug 1933 290 und belief sich 1939 auf 285. Am 3. Juni 1938 erhielt Matheningken aus politisch-ideologischen Gründen den neuen Namen „Mattenau“.

### Eszeratschen (Eschenhang) / Losowoje
Der nördlich an Mathenischken anschließende Ort Eszeratschen wurde um 1560 gegründet. Er wurde zunächst mit Astrawischken, Escherischken und Eszerellen bezeichnet. Im Jahre 1874 wurde die Landgemeinde Eszeratschen (auch Eßeratschen geschrieben) in den neu errichteten Amtsbezirk Obehlischken (ab 1938 „Amtsbezirk Schulzenhof“) im Kreis Insterburg eingegliedert.
Im Jahre 1910 lebten hier 93 Einwohner. Ihre Zahl belief sich 1933 auf 98. 1936 wurde die Schreibweise des Ortsnamens in Escheratschen geändert. 1938 wurde der Ort in Eschenhang umbenannt. 1939 gab es hier 83 Einwohner.
Im Jahr 1945 kam der Ort in Folge des Zweiten Weltkriegs mit dem nördlichen Ostpreußen zur Sowjetunion.
1950 erhielt er die russische Bezeichnung Losowoje und wurde dem Dorfsowjet Swobodnenski selski Sowet im Rajon Tschernjachowsk zugeordnet.

### Ugrjumowo
Im Jahre 1945 kam der Ort Mattenau in Folge des Zweiten Weltkriegs mit dem nördlichen Ostpreußen zur Sowjetunion. 1947 erhielt er (als Matheninken) die russische Bezeichnung Ugrjumowo und wurde gleichzeitig dem Dorfsowjet Swobodnenski selski Sowet im Rajon Tschernjachowsk zugeordnet. 1997 wurde der Ort Losowoje an Ugrjumowo angeschlossen. Von 2008 bis 2015 gehörte Ugrjumowo zur Landgemeinde Swobodnenskoje selskoje posselenije und seither zum Stadtkreis Tschernjachowsk.

## Kirche
Bis 1945 war die Bevölkerung von Matheningken resp. Mattenau fast ausnahmslos evangelischer Konfession und in das Kirchspiel der Kirche Obehlischken (1938–1946; Schulzenhof, heute russisch: Selenzowo) im Kirchenkreis Insterburg in der Kirchenprovinz Ostpreußen der Kirche der Altpreußischen Union eingepfarrt. Bis 1946 gehörte das Dorf zur Kirche Didlacken (1938–1946: Dittlacken, russisch: Telmanowo). Heute liegt Ugrjumowo im Einzugsgebiet der in den 1990er Jahren neu entstandenen evangelisch-lutherischen Kirchengemeinde in Tschernjachowsk (Insterburg), Pfarrsitz für die Kirchenregion Tschernjachowsk und Teil der Propstei Kaliningrad in der Evangelisch-lutherischen Kirche Europäisches Russland.